# Pierwiosnek japoński
Pierwiosnek japoński, syn. pierwiosnka japońska (Primula japonica Gray) – gatunek byliny należący do rodziny pierwiosnkowatych. Pochodzi z Japonii.

## Morfologia
PokrójRoślina naga, zimotrwała. Tworzy kępy o wysokości do 60 cm i szerokości ok. 45 cm.
LiścieNagie, eliptyczne, stopniowo u nasady zwężone, jasnozielone. Maja ząbkowane brzegi.
KwiatyZebrane w okółki. Są błyszczące, w kolorze od prawie białego poprzez różowy, purpurowy po szkarłatny.

## Zastosowanie
Jest uprawiany na rabatach jako roślina ozdobna. Jest odporny na mróz (strefy mrozoodporności 5-9). Najlepiej rośnie na wilgotnych glebach. Rozmnaża się go z nasion wysiewanych wczesną wiosną, najłatwiej jednak przez podział rozrośniętych kęp. Wskazane jest usuwanie przekwitniętych kwiatów oraz obumarłych liści.

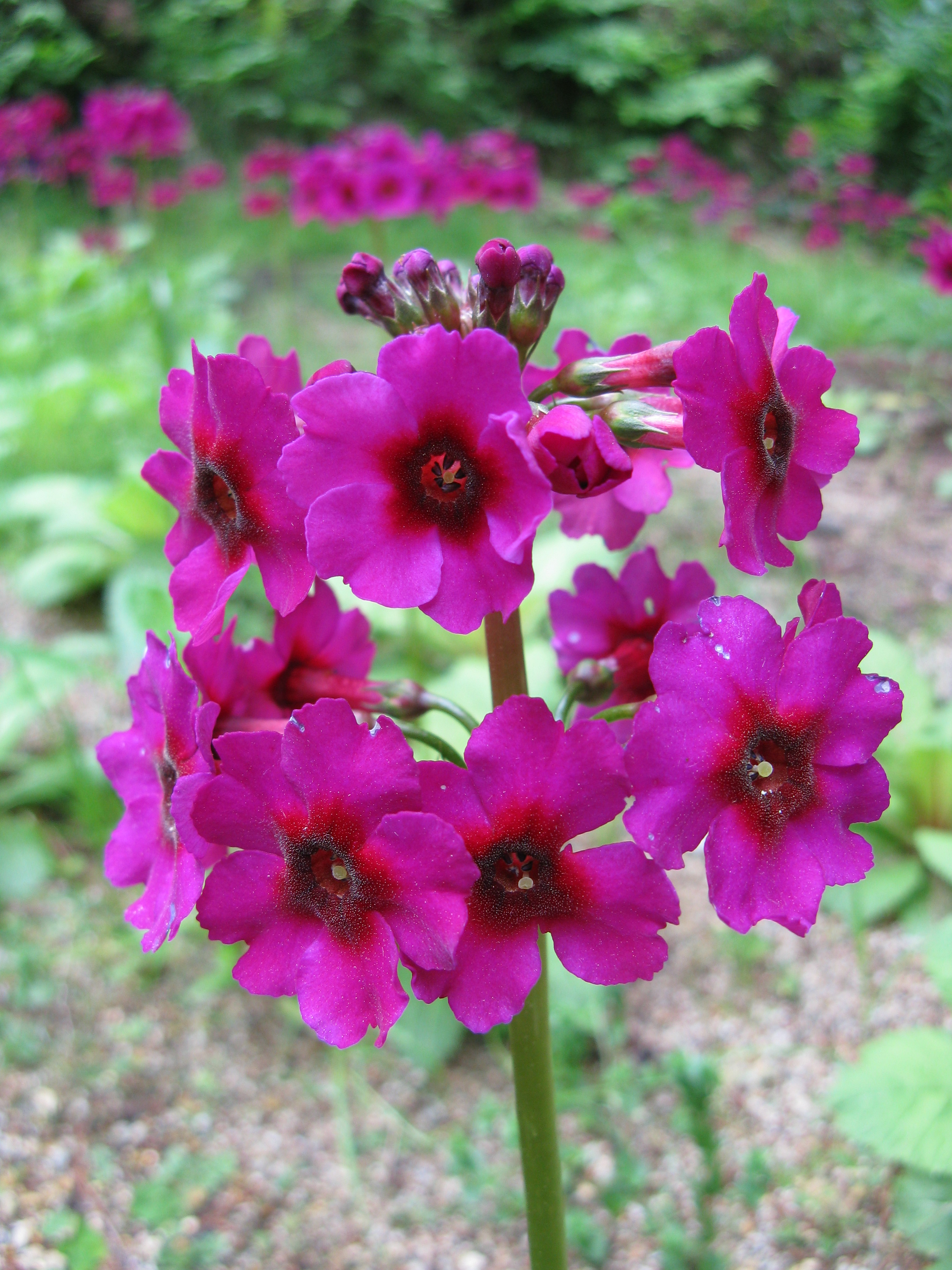
Kwiatostan